# بطولة العالم للدراجات على المضمار 1991
بطولة العالم للدراجات على المضمار 1991 هي الدورة ال88 من بطولة العالم للدراجات على المضمار، أجريت في شتوتغارت، ألمانيا.

## النتائج النهائية
| المسابقة                                      | ذهبية                                  | فضية                                        | برونزية                                 |
| --------------------------------------------- | -------------------------------------- | ------------------------------------------- | --------------------------------------- |
| الرجال                                        |                                        |                                             |                                         |
| السرعة الفردية                                | Medal not awarded'                     | فابريس كولاس (FRA)                          | Medal not awarded                       |
| سباق الكيلو متر ضد الساعة                     |                                        |                                             |                                         |
| سباق المطاردة الفردية                         | فرانسيس مورو (فرنسا)                   | شون والاس (المملكة المتحدة)                 | كولن ستارجس (المملكة المتحدة)           |
| سباق المطاردة الفرقية                         |                                        |                                             |                                         |
| السرعة الفردية للفرق                          |                                        |                                             |                                         |
| السرعة الفردية بالترادف (بالإنجليزية: tandem) | ألمانيا · Emanuel Raasch · Eyk Pokorny | تشيكوسلوفاكيا · Lubomir Hargas · بافل بوران | فرنسا · Frédéric Lancien · Denis Lemyre |
| السباق الأمريكي (ماديسون)                     |                                        |                                             |                                         |
| سباق مطاردة الدراجة النارية للهواة            | Roland Königshofer (AUT)               | ديفيد سولاري (ITA)                          | Carsten Podlesch (GER)                  |
| سباق مطاردة الدراجة النارية للمحترفين         | داني كلارك (دراج) (AUS)                | بيتر ستيغر (SUI)                            | Arno Kuttel (SUI)                       |
| الكيرين                                       | مايكل هوبنر (GER)                      | Claudio Golinelli (ITA)                     | فابريس كولاس (FRA)                      |
| سباق النقاط                                   | فياتشيسلاف يكيموف (URS)                | فرانسيس مورو (FRA)                          | بيتر بيترز (NED)                        |
| السيدات                                       |                                        |                                             |                                         |
| السرعة الفردية                                | إنغريد هارينغا (NED)                   | أنيت نيومان (GER)                           | كوني باراسكفين-Young (USA)              |
| سباق 500 متر ضد الساعة                        |                                        |                                             |                                         |
| سباق المطاردة الفردية                         | بترا روسنر (GDR)                       | Janie Eickhoff (USA)                        | Marion Clignet (FRA)                    |
| سباق النقاط                                   | إنغريد هارينغا (NED)                   | Kristel Werckx (BEL)                        | Janie Eickhoff (USA)                    |